# 獵鷹9號推進器B1046
獵鷹9號推進器B1046（英文：Falcon 9 booster B1046）是SpaceX生產的可重複使用的獵鷹9號一級助推器。 它在2018年至2020年之間飛行了四次，然後在對载人龙的飛行中斷測試中故意令它損毀。這是獵鷹9號的第一個Block 5升級。

## 製造
2016年10月，埃隆·馬斯克（Elon Musk）宣布推出Falcon 9 Block 5，其功能進行了改進，例如增加推力，改進著陸腿以及進行升級以使其更易於重複使用，包括在車輛側面進行熱保護並在底座處使用可重複使用的隔熱罩以進行保護引擎和管道。
經過一年的延誤，B1046製成並運送到SpaceX的McGregor設施進行測試，為首次飛行做準備。

## 飛行史
獵鷹9號於2018年5月11日首次發射，運載孟加拉國第一顆對地靜止通信衛星Bangabandhu-1。這標誌著獵鷹9號第54次飛行和獵鷹9號5座的第一次飛行。在成功完成上升之後，B1046從第二階段分離並降落在“我仍然愛你”無人駕駛着陸船。這標誌著OCISLY第11次成功登陸，獵鷹9號第25次成功登陸。
經過檢查和翻新後，B1046於2018年8月7日第二次發射，攜帶Telkom-4（Merah Putih）衛星。 Telkom-4任務標誌著軌道級火箭助推器首次發射兩次GTO任務。這也是Block 5助推器的第一次重新飛行。
在執行Telkom-4任務四個月後，B1046到達了范登堡空軍基地，以支持SSO-A任務。隨著其他衛星檢查的延誤，SLC-4E於2018年12月3日昇空。這標誌著同一顆軌道級助推器首次飛行3次。儘管任務概況允許助推器返回發射場，但由於三角洲IV重型飛機及其NRO有效載荷在附近的SLC-6發射而引起的振動問題，它升空降落在無人駕駛着陸船 《Just Read The Instructions》上。
它的第四個也是最後一個任務發射了一個Crew Dragon太空艙，直至達到最大動態壓力(Max-Q)，然後在此處分離以測試飛行中的中止系統。不出所料，剩下的沒有龍的火箭由於空氣動力而破裂。火箭的第二階段仍然完好無損，在與水碰撞時爆炸。

## 過往任務
| 飛行編號 # | 發射日期 (UTC) | 任務編號 # | 酬載                                 | 圖片                                              | 發射台                     | 著陸地         | 備註                                                                 |
| ---------- | -------------- | ---------- | ------------------------------------ | ------------------------------------------------- | -------------------------- | -------------- | -------------------------------------------------------------------- |
| 1          | 2018年5月11日  | 54         | Bangabandhu-1                        | Bangabandhu Satellite-1 Mission (42025498972)     | 甘迺迪太空中心，LC-39A     | OCISLY（ASDS） | Block 5芯级首飞，发射孟加拉国第一颗通信卫星                          |
| 2          | 2018年8月7日   | 60         | Merah Putih                          | Merah Putih (30041972208)                         | 卡納維爾角空軍基地，SLC-40 | OCISLY（ASDS） | Block 5芯级首次复飞                                                  |
| 3          | 2018年12月3日  | 64         | Spaceflight SSO-A (SmallSat Express) |                                                   | VAFB, SLC-4E               | JRtI（ASDS）   | 首枚第三次到达同一轨道的芯级                                         |
| 4          | 2020年1月19日  | 79         | 载人龙C205                           | Booster Explosion during SpaceX's In Flight Abort | 甘迺迪太空中心，LC-39A     | 未尝试         | 載人龍飛船飛行中斷測試；由于认定此次测试后的修复过于复杂，故主动摧毁 |

## B1046紀錄和成就
- 首座Block 5助推器 [3]
- 發射了孟加拉的第一顆地球靜止軌道通信衛星 [3]
- Block 5助推器的首次再飛行 [4]
- 第一個執行兩次飛行任務到地球同步軌道的助推器 [8][9]
- 首架飛行3次的軌道級助推器 [10]
- 第一個從SpaceX的所有三個現役發射場發射的獵鷹9號
- 從美國發射的最大一批衛星 [10]